# Pastítsio
El pastítsio (grec: παστίτσιο) és un plat tradicional de la cuina grega que es prepara amb pasta al forn, de forma molt semblant a la lasanya. El pastítsio és un plat estès i sovint se serveix com a primer plat.

## Característiques
El pastítsio és un plat format de diverses capes. Hi ha diverses variacions però normalment en la part superior es poden veure els famosos macarrons o qualsevol altra pasta amb forma de tub i amb formatge, mentre que la segona capa és de carn picada de xai o vedella amb salsa de tomàquet i canyella, nou moscada o pebre. La tercera capa està feta a base de pasta i una beixamel amb farina i ous com a ingredients principals, i altres espècies com ara pebre i nou moscada.
El pastítsio té diferents variants: amb peix i verdures, amb calamars, amb tonyina… i és una versió del plat de la cuina italiana denominat pasticcio, que presenta també diverses variacions.

### Xipre
A Xipre, el nom d'aquest plat és makarónia tou foúrnou (μακαρόνια του φούρνου, pasta al forn; pronunciat makarònia tu furnu) i és un plat clàssic a les celebracions de Pasqua, que se serveix amb carn rostida. El punt comú de les diferents receptes és sovint la salsa, feta de carn de porc, tomaca, herba-sana i julivert. La part superior es gratina amb formatge khaloumi, encara que algunes voltes el formatge està present entre les capes.